# 汉斯·克里斯蒂安·尼尔森
汉斯·克里斯蒂安·尼尔森（丹麥語：Hans Christian Nielsen，1928年5月10日—1990年3月5日），丹麦男子足球运动员，场上位置是后卫。他曾代表丹麦国奥队参加1960年夏季奥林匹克运动会足球比赛，获得一枚银牌。